# Accademia del Cimento

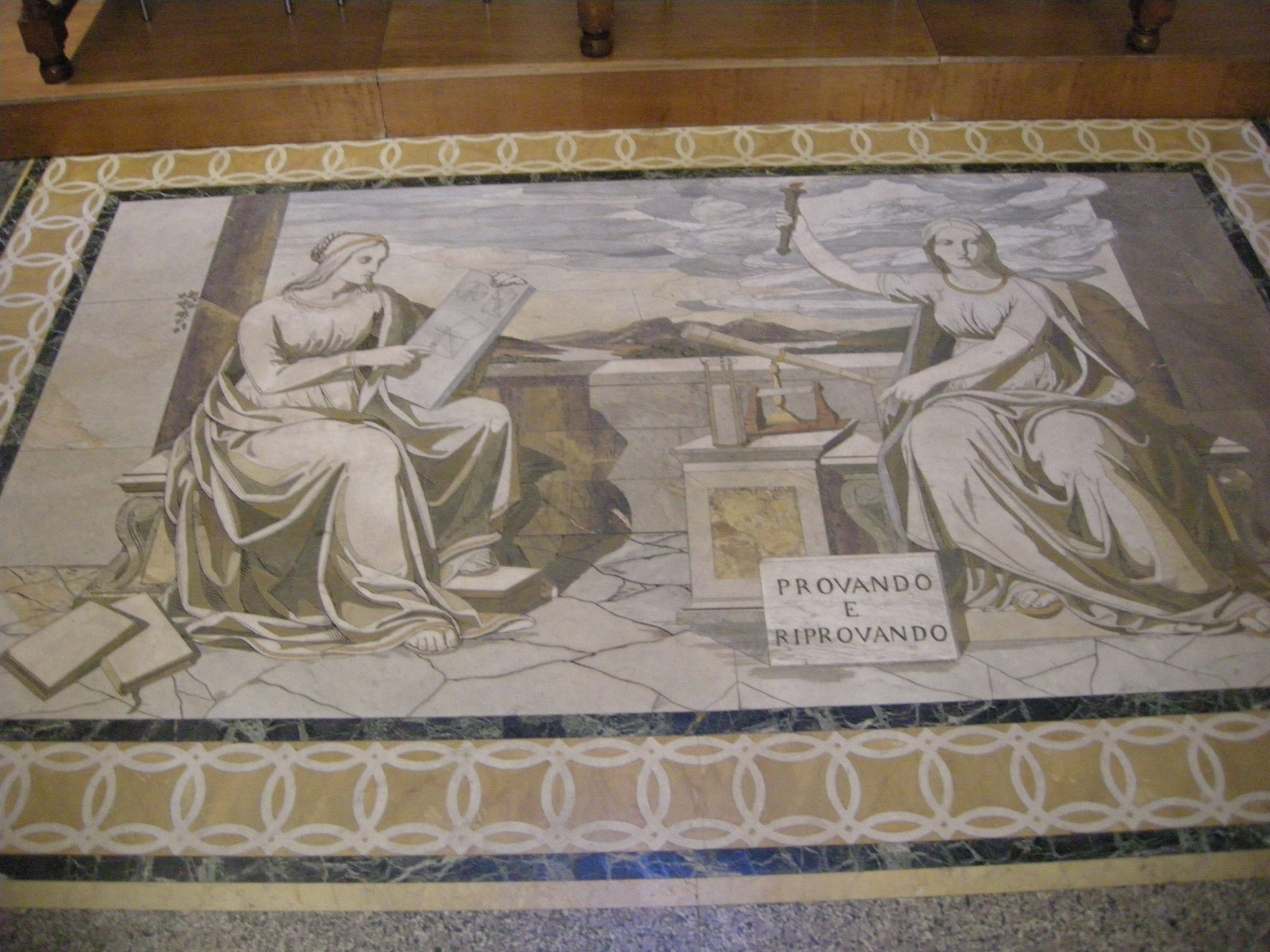
Het motto van het genootschap zoals weergegeven op de muurschildering van de Tribune van Galileo.

De Accademia del Cimento (Italiaans, Academie der experimenten) was een van de eerste wetenschappelijk genootschappen. Het genootschap is in 1657 opgericht in Florence door enkele studenten van de bekende natuurwetenschappers Galileo Galilei, Evangelista Torricelli en Vincenzo Viviani. 
De oprichting van het genootschap werd bekostigd door kardinaal Leopoldo de' Medici en groothertog Ferdinando II de' Medici van Toscane. Doelen van het genootschap waren onder meer:
- Het uitvoeren van experimenten (over van alles en nogwat, gezien de vroege fase waarin de natuurwetenschappen zich bevonden)
- Het vermijden van speculatie
- Het maken van laboratoriuminstrumenten
- Standaardisatie van metingen
- De publicatie van Saggi di naturali esperienze fatte nell'Academia del cimento Florence (in 1666), in 1731 werd in het Latijn vertaald. Dit werd een standaardhandleiding voor het laboratorium in de achttiende eeuw.

Hoewel er geen formele procedure bestond om lid te worden van het genootschap, is bekend dat Francesco Redi, Lorenzo Magalotti (secretaris), Vincenzo Viviani, Giovanni Alfonso Borelli, Carlo Renaldini en anderen deelnamen aan de ontmoetingen. Deze werden gewoonlijk gehouden in Palazzo Pitti. Leden van het genootschap deden verschillende experimenten, gewoonlijk op het gebied van temperatuur- en luchtdrukmeting en pneumatiek waarbij zelfgemaakte instrumenten werden gebruikt. 
Het motto van het genootschap, Provando e riprovando is tweeledig op te vatten, en kan vertaald worden als keer op keer proberen of als experimenteren en bevestigen. Na tien jaar werd het genootschap opgeheven. 